# Astroxynus pambanensis
Astroxynus pambanensis is een eenoogkreeftjessoort uit de familie van de Stellicomitidae. De wetenschappelijke naam van de soort is voor het eerst geldig gepubliceerd in 1964 door Padmanabha Rao.